# غاري دبليو. توماس
غاري دبليو. توماس (بالإنجليزية: Gary W. Thomas) هو مدع أمريكي، ولد في 19 مارس 1938، وتوفي في 3 أبريل 2017.